# Пламервил (Арканзас)
Пламервил (енгл. Plumerville) град је у америчкој савезној држави Арканзас.

## Демографија
По попису из 2010. године број становника је 826, што је 28 (-3,3%) становника мање него 2000. године.
| Група             | 2000.       | 2010.       |
| Белци             | 615 (72,0%) | 563 (68,2%) |
| Афроамериканци    | 202 (23,7%) | 205 (24,8%) |
| Азијати           | 3 (0,4%)    | 0 (0,0%)    |
| Хиспаноамериканци | 10 (1,2%)   | 32 (3,9%)   |
| Укупно            | 854         | 826         |